# Якопо Болонский
Я́копо Болонский (итал. Jacopo da Bologna; Болонья, творил в 1340—1360 гг.) — итальянский композитор и теоретик музыки, представитель течения Ars nova.
Принадлежит к старшему поколению Ars nova, Якопо Болонский — современник Герарделло Флорентийского и Джованни Флорентийского. Возможно, Якопо служил при дворах Висконти в Милане и делла Скала в Вероне.
Якопо известен своими мадригалами; ему приписываются 25 двухголосных и несколько трёхголосных мадригалов.
Трёхголосные мадригалы утверждаются в итальянской музыке только после 1340 г., произведения Якопо — первые их образцы. Он сочинил также несколько качч и произведений, объединяющих каччу и мадригал.
Написанная около 1350 г. музыка мадригала «Non al suo amante» на слова Петрарки является единственным музыкальным сопровождением поэзии Петрарки, современным поэту.
Наиболее известный мадригал Якопо — «Fenice fu'», написанный около 1360 г.
28 сочинений Якопо входят в кодекс Скварчалупи — большое собрание музыки XIV века, долгое время принадлежавшее семейству Медичи и хранящееся сейчас во флорентийской библиотеке Лауренциана. Полное собрание музыкальных сочинений Якопо опубликовал Нино Пирротта в серии Corpus mensurabilis musicae VIII/4 (1963).
Кроме музыкальных сочинений, перу Якопо принадлежит небольшой теоретический трактат «L’arte del biscanto misurato» (Искусство мензурального двухголосия). Вероятно, это свидетельствует о том, что он был университетским преподавателем.

## Дискография
- Jacopo da Bologna: Madrigali e Cacce (ансамбль «La Reverdie»)
- Guillaume de Machaut & Le Codex Faenza (ансамбль «Tre Fontane»)